# Campeonato Mundial de Esqui Alpino de 1939
O Campeonato Mundial de Esqui Alpino de 1939 foi a nona edição do evento, foi realizado em Zakopane na Polônia, em Fevereiro de 1939.

## Medalhistas

### Masculino
| Evento    | Ouro               | Prata           | Bronze          |
| --------- | ------------------ | --------------- | --------------- |
| Downhill  | Hellmut Lantschner | Josef Jennewein | Karl Molitor    |
| Slalom    | Rudolf Rominger    | Josef Jennewein | Wilhelm Walch   |
| Combinado | Josef Jennewein    | Wilhelm Walch   | Rudolf Rominger |

### Feminino
| Evento    | Ouro          | Prata         | Bronze      |
| --------- | ------------- | ------------- | ----------- |
| Downhill  | Christl Cranz | Lisa Resch    | Helga Gödl  |
| Slalom    | Christl Cranz | Gritli Schaad | Maj Nilsson |
| Combinado | Christl Cranz | Gritli Schaad | Lisa Resch  |

## Quadro de medalhas
| Ordem | País     | Medalha de ouro | Medalha de prata | Medalha de bronze | Total |
| ----- | -------- | --------------- | ---------------- | ----------------- | ----- |
| 1     | Alemanha | 5               | 4                | 3                 | 12    |
| 2     | Suíça    | 1               | 2                | 2                 | 5     |
| 3     | Suécia   | 0               | 0                | 1                 | 1     |
|       | Total    | 6               | 6                | 6                 | 18    |